# 광 디스크

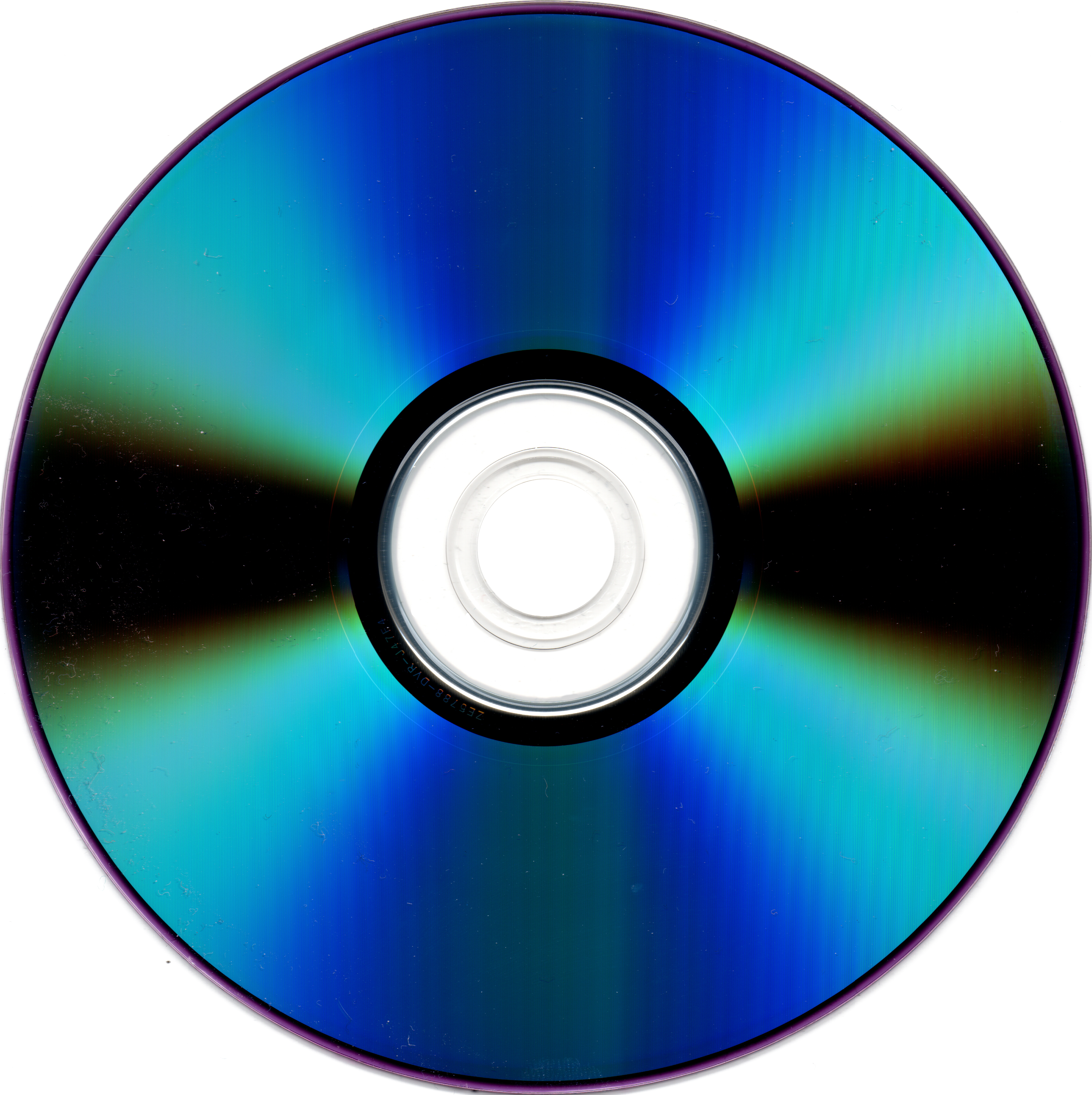
콤팩트 디스크(CD-R) 바닥면 12cm. 특유의 훈색을 보인다.

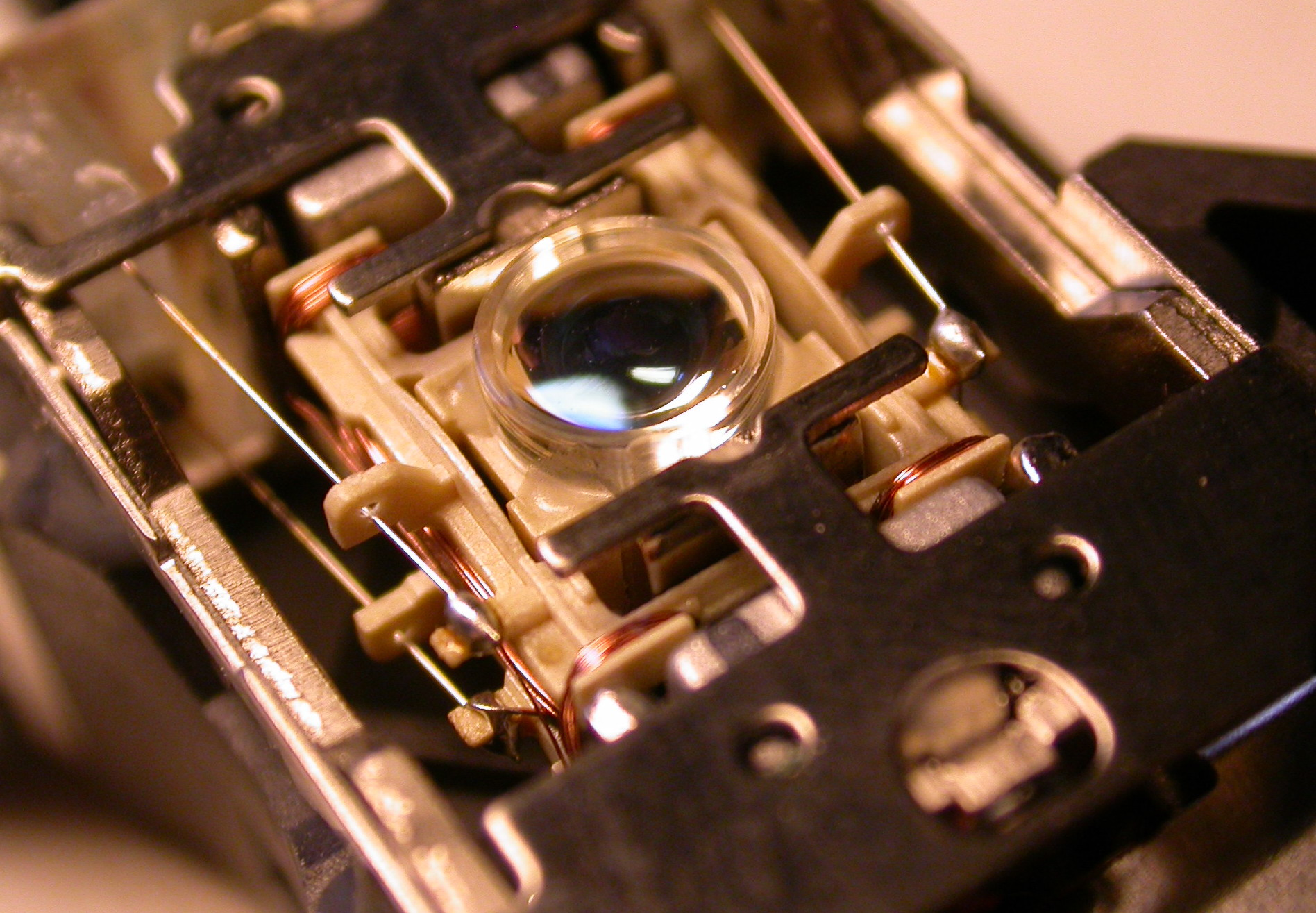
콤팩트 디스크 광학 디스크 드라이브의 광학 렌즈.

광 디스크(optical disc, OD, 문화어: 빛디스크)는 일반적으로 디스크 모양의 납작한 물체로, 표면의 물리적 변화 형태로 정보를 저장하며, 빛의 도움으로 읽을 수 있다. 광 디스크는 빛의 원천과 감지기가 디스크의 같은 쪽에 있는 반사형이거나, 빛이 디스크를 통과하여 반대쪽에서 감지되는 투과형일 수 있다.
광 디스크는 아날로그 정보(예: 레이저디스크), 데이터 정보(예: DVD), 또는 동일한 디스크에 둘 다(예: CD 비디오) 저장할 수 있다.
주요 용도는 미디어 및 데이터 배포와 장기 디지털 아카이브이다.

## 설계 및 기술
인코딩 재료는 디스크의 대부분을 구성하고 먼지 초점 흐림 층을 형성하는 두꺼운 폴리카보네이트 기판 위에 놓인다. 인코딩 패턴은 디스크 전체 표면을 덮는 연속적인 나선형 경로를 따라 가장 안쪽 트랙에서 가장 바깥쪽 트랙까지 이어진다.
레이저 또는 스탬핑 머신으로 데이터가 디스크에 저장되며, 광학 디스크 드라이브의 반도체 레이저로 데이터 경로가 비춰질 때 접근할 수 있다. 광학 디스크 드라이브는 드라이브 유형, 디스크 형식 및 디스크 중심으로부터 읽기 헤드의 거리에 따라 약 200에서 4,000 RPM 이상의 속도로 디스크를 회전시킨다(동일한 등각속도에서 더 높은 선형 속도로 인해 외부 트랙은 더 빠른 데이터 속도로 읽힌다).
대부분의 광 디스크는 홈에 의해 형성된 회절격자의 결과로 특징적인 훈색을 나타낸다. 이 디스크 면에는 실제 데이터가 포함되어 있으며 일반적으로 옻칠과 같은 투명한 재료로 코팅된다.
광 디스크의 뒷면에는 일반적으로 인쇄된 라벨이 있는데, 때로는 종이로 만들어지지만 종종 디스크 자체에 인쇄되거나 스탬프 처리된다. 3.5인치 플로피 디스크와 달리 대부분의 광 디스크는 통합된 보호 케이스가 없어 긁힘, 지문 및 기타 환경 문제로 인한 데이터 전송 문제에 취약하다. 블루레이는 이러한 문제를 완화하는 Durabis라는 코팅이 되어 있다.
광 디스크는 일반적으로 직경이 7.6 and 30 cm (3.0 and 11.8 in) 사이이며, 12 cm (4.7 in)가 가장 일반적인 크기이다. 데이터를 포함하는 이른바 프로그램 영역은 일반적으로 중심점에서 25밀리미터 떨어진 곳에서 시작한다. 일반적인 디스크는 두께가 약 1.2 mm (0.047 in)이고, 트랙 피치(한 트랙의 중심에서 다음 트랙의 중심까지의 거리)는 1.6 μm(CD의 경우)에서 320 nm(블루레이 디스크의 경우) 범위이다.

### 기록 유형
광 디스크는 세 가지 기록 유형 중 하나를 지원하도록 설계되었다: 읽기 전용(CD 및 CD-ROM과 같은), 기록 가능(CD-R과 같은 한 번 쓰기), 또는 재기록 가능(CD-RW와 같은 재쓰기). 한 번 쓰기 광 디스크는 일반적으로 기판과 반사층 사이에 유기 염료(또는 프탈로시아닌 아조 염료, 주로 버바팀에서 사용하거나, 후지필름에서 사용하는 옥소놀 염료) 기록층을 갖는다. 재기록 가능 디스크는 일반적으로 상변화 물질로 구성된 합금 기록층을 포함하며, 대부분 은, 인듐, 안티모니, 텔루륨의 합금인 AgInSbTe이다. 아조 염료는 1996년에 도입되었고, 프탈로시아닌은 2002년에야 널리 사용되기 시작했다. 광 디스크에 사용된 염료와 반사층 재료의 종류는 빛을 디스크에 비춰서 결정할 수 있다. 왜냐하면 다른 염료와 재료 조합은 다른 색상을 가지기 때문이다.
블루레이 디스크 레코더블 디스크는 일반적으로 유기 염료 기록층을 사용하지 않고, 대신 무기 기록층을 사용한다. 유기 염료 기록층을 사용하는 디스크는 LTH(low-to-high) 디스크로 알려져 있으며, 기존 CD 및 DVD 생산 라인에서 만들 수 있지만, 전통적인 블루레이 기록 가능 디스크보다 품질이 낮다.

### 파일 시스템
광 디스크를 위해 특별히 생성된 파일 시스템은 ISO 9660 및 유니버설 디스크 포맷(UDF)이다.
ISO 9660은 "졸리엣" 확장자를 사용하여 독립형 ISO 9660보다 긴 파일 이름을 저장할 수 있다. "록 리지" 확장자는 훨씬 더 긴 파일 이름과 유닉스/리눅스 스타일의 파일 권한을 저장할 수 있지만, 윈도우 및 데이터 디스크를 읽을 수 있는 DVD 플레이어와 유사한 장치에서는 인식되지 않는다.
크로스 플랫폼 호환성을 위해 여러 파일 시스템이 하나의 디스크에 공존하며 동일한 파일을 참조할 수 있다.

### 사용법
광 디스크는 가장 일반적으로 디지털 아카이브, 음악(특히 CD 플레이어용), 비디오(블루레이 플레이어용 등), 또는 개인용 컴퓨터(PC)용 데이터 및 프로그램, 그리고 다른 미디어 유형보다 단위당 가격이 저렴한 오프라인 하드 카피 데이터 배포에 사용된다. 광 저장 기술 협회(Optical Storage Technology Association, OSTA)는 표준화된 광기억 장치 형식을 홍보했다.
도서관 및 기록 보관소는 컴퓨터의 광학 디스크 드라이브 또는 해당 디스크 플레이어에서 지속적인 사용성을 보장하기 위해 광학 미디어 보존 절차를 시행한다.
USB 플래시 드라이브, 메모리 카드, 하드 디스크 드라이브와 같은 전통적인 대용량 스토리지 장치의 파일 작업은 UDF 라이브 파일 시스템을 사용하여 시뮬레이션할 수 있다.
컴퓨터 백업 및 물리적 데이터 전송을 위해 CD 및 DVD와 같은 광 디스크는 점점 더 빠르고 작아진 솔리드 스테이트 장치, 특히 USB 플래시 드라이브로 대체되고 있다. 이러한 추세는 USB 플래시 드라이브의 용량이 계속 증가하고 가격이 하락함에 따라 지속될 것으로 예상된다.
또한, 인터넷을 통해 구매, 공유 또는 스트리밍되는 음악, 영화, 게임, 소프트웨어 및 TV 프로그램은 매년 판매되는 오디오 CD, 비디오 DVD 및 블루레이 디스크의 수를 크게 줄였다. 그러나 오디오 CD와 블루레이는 일부 사람들이 여전히 선호하고 구매하는데, 이는 좋아하는 작품을 지원하면서 만질 수 있는 것을 얻는 방법이며, 오디오 CD(축음기 음반 및 콤팩트 카세트와 함께)는 MP3와 같은 손실 압축 알고리즘으로 인한 아티팩트 없이 비압축 오디오를 포함하고, 블루레이는 더 높은 비트레이트와 더 많은 저장 공간으로 인해 스트리밍 미디어보다 더 나은 이미지 및 사운드 품질을 제공하며 가시적인 압축 아티팩트가 없기 때문이다. 그러나 블루레이는 때때로 인터넷을 통해 토렌트될 수 있지만, ISP의 법적 또는 저작권상의 제한, 낮은 다운로드 속도 또는 충분한 저장 공간 부족으로 인해 일부에게는 토렌트가 옵션이 아닐 수 있다. 왜냐하면 콘텐츠는 수십 기가바이트에 달할 수 있기 때문이다. 블루레이는 신뢰할 수 없거나 느린 인터넷 연결을 통해 대용량 게임을 다운로드하지 않고 플레이하려는 사람들에게 유일한 옵션일 수 있으며, 이것이 2020년 현재 플레이스테이션 4 및 Xbox One X와 같은 게임 콘솔에서 여전히 널리 사용되는 이유이다. 2020년 현재 PC 게임이 블루레이와 같은 물리적 형식으로 제공되는 것은 드물다.
광 디스크는 일반적으로 특수 케이스에 보관되며, 때로는 주얼 케이스라고 불린다. 디스크에는 스티커가 없어야 하며 종이와 함께 보관해서는 안 된다. 종이는 보관하기 전에 주얼 케이스에서 제거해야 한다. 디스크는 긁힘을 방지하기 위해 가장자리를 잡고, 엄지손가락을 디스크의 안쪽 가장자리에 두어 다루어야 한다. ISO 표준 18938:2014는 최상의 광 디스크 취급 기술에 관한 것이다. 광 디스크 청소는 동심원이 형성되는 것을 피하기 위해 원형 패턴으로 절대 해서는 안 된다. 부적절한 청소는 디스크를 긁을 수 있다. 기록 가능 디스크는 장시간 빛에 노출되어서는 안 된다. 광 디스크는 수명을 늘리기 위해 건조하고 시원한 조건에 보관해야 하며, 온도는 -10에서 23°C 사이로 32°C를 초과하지 않아야 하며, 습도는 10% 미만으로 떨어지지 않아야 하며, 20에서 50%의 습도에서 ±10% 이상의 변동 없이 보관하는 것이 권장된다.

### 내구성

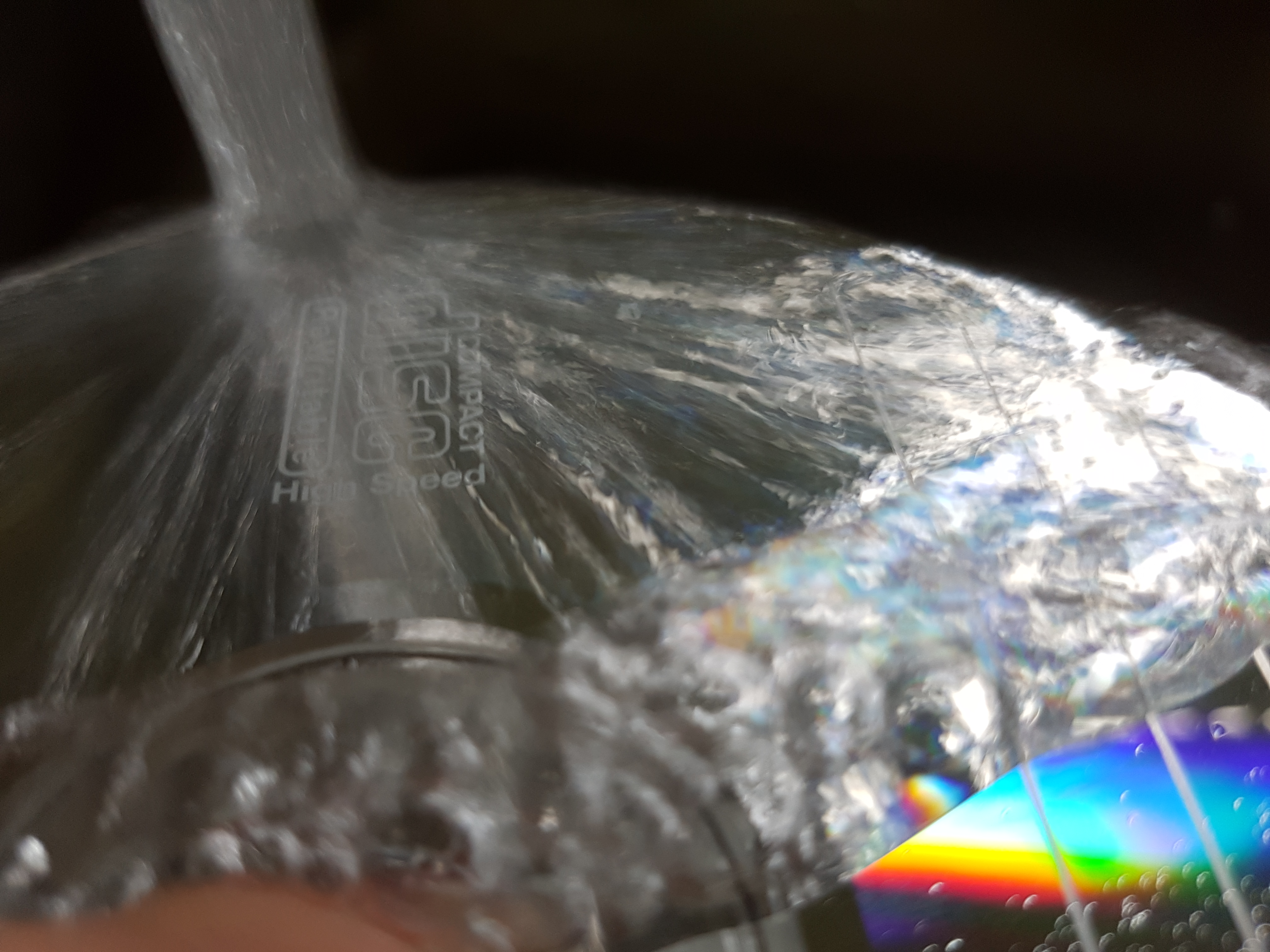
광 디스크는 물에 취약하지 않다.

광 디스크는 이전의 시청각 및 데이터 스토리지 형식보다 내구성이 뛰어나지만, 부적절하게 취급하면 환경 및 일상적인 사용 손상에 취약하다.
광 디스크는 하드 디스크 드라이브 및 플래시 메모리 컨트롤러와 같은 하드 디스크 드라이브 및 플래시 스토리지와 달리 광학 드라이브의 스토리지 컨트롤러가 광 디스크 자체에 묶여 있지 않으므로 헤드 충돌, 과전압, 또는 물 노출과 같은 통제 불가능한 재앙적 실패에 취약하지 않다. 디스크는 일반적으로 비상 배출 핀홀에 날카롭지 않은 바늘을 밀어 넣어 결함 있는 광학 드라이브에서 복구할 수 있으며, 즉각적인 물 유입 지점이나 통합 회로가 없다.

### 보안
미디어 자체는 레이저 빔을 통해서만 접근되고 내부 제어 회로가 없으므로, 소위 고무 오리나 USB 킬러와 같은 방식으로 악성 하드웨어를 포함할 수 없다. 다른 데이터 스토리지 미디어와 마찬가지로 광 디스크는 악성 데이터를 포함할 수 있으며, 악성 소프트웨어를 포함하고 퍼뜨릴 수 있다. 2005년 소니 BMG 루트킷 사건에서 소니가 디스크에 악성 소프트웨어를 사전 로드하여 디스크를 오용한 경우가 그러하다.
많은 종류의 광 디스크는 공장에서 프레스되거나 최종화된 WORM 디스크 저장 장치이므로, 광 미디어에 자신을 복사하여 확산되도록 설계된 컴퓨터 웜을 확산시키는 데 효과적이지 않을 것이다. 왜냐하면 그러한 디스크의 데이터는 한 번 프레스되거나 기록되면 수정할 수 없기 때문이다. 그러나 재기록 가능 디스크 기술(CD-RW 등)은 이러한 유형의 악성 소프트웨어를 확산시킬 수 있다.

## 역사

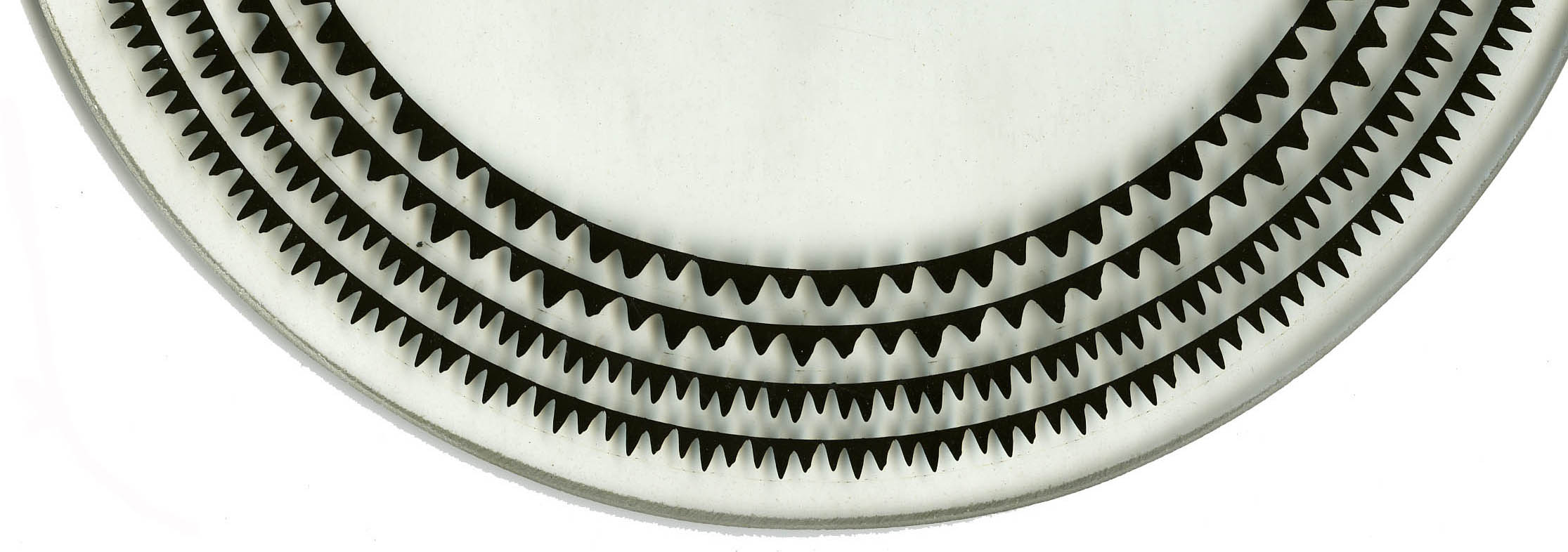
1935년 리히토노르겔(Lichttonorgel, 샘플링 오르간)용으로 기록된 초기 아날로그 광 디스크.

광 디스크의 최초 기록된 역사적 사용은 1884년 알렉산더 그레이엄 벨, 치체스터 벨, 찰스 섬너 테인터가 빛의 빔을 사용하여 유리 디스크에 소리를 기록했을 때이다.
옵토포니는 투명한 사진에 빛을 사용하여 소리 신호를 기록하고 재생하는 매우 초기(1931년)의 녹음 장치이다.
초기 아날로그 광 디스크 시스템은 1935년 벨테의 리히토노르겔(Lichttonorgel, 샘플링 오르간)에 사용되었다.
비디오 녹화를 위해 사용된 초기 아날로그 광 디스크는 데이비드 폴 그레그가 1958년에 발명했고 1961년과 1969년에 미국에서 특허를 받았다. 이 형태의 광 디스크는 DVD의 아주 초기 형태였다. (DVD는 그레그의 버전에서 개발되었으며 이전 광 디스크에서 개발된 것이 아니다.) (3,430,966). 특히 주목할 만한 점은 1989년에 출원되어 1990년에 발행된 4,893,297가 2007년까지 파이오니아의 DVA에 로열티 수입을 창출했으며, 이는 CD, DVD, 그리고 블루레이 시스템을 포함했다. 1960년대 초, Music Corporation of America는 그레그의 특허와 그의 회사인 Gauss Electrophysics를 인수했다.
미국 발명가 제임스 T. 러셀은 고출력 할로겐 램프에 의해 뒤에서 비춰지는 광학 투명 포일에 디지털 신호를 기록하는 첫 번째 시스템을 발명한 공로를 인정받았다. 러셀의 특허 출원은 1966년에 처음 제출되었고 1970년에 특허를 받았다. 소송 후, 소니와 필립스는 1980년대에 러셀의 특허(당시 캐나다 회사인 Optical Recording Corp.가 보유)를 라이선스했다.
그레그와 러셀의 디스크는 모두 투명 모드로 읽는 플로피 미디어로, 심각한 단점이 있었다. 이후 레이저디스크(1969), WORM 디스크(1979), 콤팩트 디스크(1984), DVD(1995), 블루레이(2005), HD DVD(2006)를 포함한 4세대 광학 드라이브가 개발되었으며, 현재 더 많은 형식이 개발 중이다.

### 1세대
처음부터 광 디스크는 방송 품질의 아날로그 비디오를 저장하는 데 사용되었고, 나중에는 음악이나 컴퓨터 소프트웨어와 같은 디지털 미디어를 저장하는 데 사용되었다. 레이저디스크 형식은 가정용 비디오 배포를 위한 아날로그 비디오 신호를 저장했지만, 주로 높은 비용과 재기록 불가능성 때문에 VHS 비디오카세트 형식에 상업적으로 패배했다. 다른 1세대 디스크 형식은 디지털 데이터만 저장하도록 설계되었으며 초기에는 디지털 영상 매체로 사용될 수 없었다.
대부분의 1세대 디스크 장치는 적외선 레이저 읽기 헤드를 가지고 있었다. 레이저 스팟의 최소 크기는 레이저의 파장에 비례하므로, 파장은 디스크의 주어진 물리적 영역에 저장할 수 있는 정보의 양에 제한적인 요인이다. 적외선 범위는 가시광선 스펙트럼의 긴 파장 끝을 넘어선다. 따라서 짧은 파장의 가시광선보다 밀도가 낮다. 적외선 레이저로 달성된 고밀도 데이터 저장 용량의 한 예는 12cm 콤팩트 디스크의 경우 순 사용자 데이터 700MB이다.
데이터 저장 밀도에 영향을 미치는 다른 요인으로는: 디스크에 여러 데이터 레이어의 존재, 회전 방식(등선속도 (CLV), 등각속도 (CAV), 또는 구역-CAV), 랜드와 피트의 구성, 그리고 디스크의 중앙과 가장자리에 사용되지 않는 여백의 양이 있다.
광 디스크 유형:
- 콤팩트 디스크(CD) 및 파생물
  - 오디오 CD
  - 비디오 CD(VCD)
  - 슈퍼 비디오 CD
  - CD 비디오
  - CD-i
- 레이저디스크
- GD-ROM
- 페이즈 체인지 듀얼
- 더블 덴시티 콤팩트 디스크(DDCD)
- 광자기 디스크
- 미니디스크(MD)
  - MD 데이터
- 한 번 쓰기 여러 번 읽기(WORM)

#### 레이저디스크
네덜란드에서 1969년, 필립스 연구소의 물리학자 피터 크레이머는 보호층이 있는 반사형 광학 비디오디스크를 발명했으며, 이 디스크는 초점화된 레이저 빔으로 읽힌다. 이 기술은 1972년에 출원되어 1991년에 특허를 받았다(5,068,846). 크레이머의 물리적 형식은 모든 광 디스크에 사용된다.
1975년, 필립스와 MCA는 함께 작업하기 시작했고, 1978년, 상업적으로 너무 늦게, 그들은 애틀랜타에서 오랫동안 기다려온 레이저디스크를 선보였다. MCA는 디스크를 공급하고 필립스는 플레이어를 공급했다. 그러나 그 발표는 상업적으로 실패했고, 협력은 끝났다.
일본과 미국에서는 파이오니아가 DVD가 등장하기 전까지 레이저디스크로 성공했다. 1979년, 필립스와 소니는 컨소시엄을 구성하여 오디오 콤팩트 디스크를 성공적으로 개발했다.

#### WORM 드라이브
1979년, 캘리포니아주 패서디나의 Exxon STAR Systems는 12인치 직경의 유리 디스크에 텔루륨과 셀레늄의 얇은 필름 코팅을 활용하는 컴퓨터 제어 WORM 드라이브를 구축했다. 기록 시스템은 457nm의 파란색 빛을 사용하여 기록하고 632.8nm의 빨간색 빛을 사용하여 읽었다. STAR Systems는 1981년에 Storage Technology Corporation (STC)에 인수되어 콜로라도주 볼더로 이전했다. WORM 기술 개발은 14인치 직경 알루미늄 기판을 사용하여 계속되었다. 원래 Laser Storage Drive 2000 (LSD-2000)으로 명명된 디스크 드라이브의 베타 테스트는 중간 정도의 성공을 거두었다. 많은 디스크가 RCA Laboratories (현재 David Sarnoff Research Center)로 배송되어 미국 의회도서관 보관 작업에 사용되었다. STC 디스크는 보호를 위해 광학 창이 있는 밀봉된 카트리지를 사용했다 (4,542,495).

#### CD-ROM
CD-ROM 형식은 소니와 필립스가 개발하여 1984년에 콤팩트 디스크 디지털 오디오의 확장으로 도입되었으며, 모든 형태의 디지털 데이터를 담을 수 있도록 개량되었다. 같은 해, 소니는 더 큰 데이터 용량인 3.28GB를 가진 레이저디스크 데이터 저장 형식을 시연했다.
1980년대 후반과 1990년대 초반, 메릴랜드주 록빌의 Optex, Inc.는 전자 트래핑 광학 미디어(ETOM)를 사용하는 지울 수 있는 광학 디지털 비디오 디스크 시스템(5,113,387, 5,128,849)을 구축했다. 이 기술은 Video Pro Magazine 1994년 12월호에 "테이프의 종말"을 약속하며 소개되었지만, 결코 상업화되지 않았다.
자기 디스크는 대량의 데이터를 저장하는 데 제한적인 용도를 찾았다. 그래서 더 많은 데이터 저장 기술을 찾아야 할 필요가 있었다. 그 결과, 광학적인 방법을 사용하면 대용량 데이터 저장 장치를 만들 수 있다는 것이 밝혀졌고, 이는 광 디스크의 탄생으로 이어졌다. 이러한 종류의 첫 번째 응용은 오디오 시스템에 사용된 콤팩트 디스크(CD)였다.
소니와 필립스는 1980년대 중반에 이러한 장치에 대한 완전한 사양을 갖춘 1세대 CD를 개발했다. 이러한 기술의 도움으로 아날로그 신호를 디지털 신호로 표현할 가능성이 크게 활용되었다. 이를 위해 아날로그 신호의 16비트 샘플을 초당 44,100개 샘플의 속도로 취했다. 이 샘플 속도는 나이퀴스트율인 초당 40,000개 샘플을 기반으로 하는데, 이는 가청 주파수 범위를 20kHz까지 에일리어싱 없이 포착하는 데 필요하며, 더 높은 주파수를 제거하기 위해 완벽하지 않은 아날로그 오디오 사전 필터의 사용을 허용하기 위한 추가 허용 오차가 있다. 표준의 첫 번째 버전은 최대 74분 분량의 음악 또는 650MB의 데이터 저장 공간을 허용했다.

### 2세대
2세대 광 디스크는 방송 품질 디지털 영상을 포함한 많은 양의 데이터를 저장하기 위한 것이었다. 이러한 디스크는 일반적으로 가시광선 레이저(일반적으로 빨간색)로 읽힌다. 더 짧은 파장과 더 큰 개구수는 더 좁은 빛 빔을 허용하여 디스크에 더 작은 피트와 랜드가 가능하게 한다. DVD 형식에서는 표준 12cm 단면 단일 레이어 디스크에 4.7GB를 저장할 수 있다. 또는 DataPlay 형식과 같은 더 작은 미디어는 더 큰 표준 12cm 콤팩트 디스크와 유사한 용량을 가질 수 있다.
- DVD 및 파생물
  - DVD 오디오
  - 듀얼디스크
  - 디지털 비디오 익스프레스(DIVX)
  - DVD-RAM
  - DVD±R
- 닌텐도 게임큐브 게임 디스크(미니DVD 파생물)
- Wii 광 디스크(DVD 파생물)
- 슈퍼 오디오 CD(SACD)
- EVD
- DataPlay
- 하이-MD
- 유니버설 미디어 디스크(UMD)
- 울트라 덴시티 옵티컬

#### DVD-ROM
1995년, 소니, 필립스, 도시바, 파나소닉 홀딩스로 구성된 제조업체 컨소시엄은 2세대 광 디스크인 DVD를 개발했다. DVD 디스크는 CD-ROM이 사회에 널리 보급된 후 등장했다.

### 3세대
3세대 광 디스크는 고화질 비디오 및 비디오 게임 배포에 사용되며, 짧은 파장 가시광선 레이저와 더 큰 개구수로 인해 더 큰 데이터 스토리지 용량을 지원한다. 블루레이 디스크와 HD DVD는 파란색-보라색 레이저와 더 큰 개구수의 초점 광학 장치를 사용하여 더 작은 피트와 랜드를 가진 디스크와 함께 사용하므로 레이어당 데이터 저장 용량이 더 크다.
실제로 향상된 비디오 데이터 압축 코덱(H.264/MPEG-4 AVC 및 VC-1 등)으로 멀티미디어 프레젠테이션의 효율적인 용량이 향상되었다.
- 블루레이 및 파생물 (최대 400GB - 실험적[25][26])
  - BD-R 및 BD-RE
  - 하이 피델리티 퓨어 오디오
  - AVCHD 및 AVCREC
  - BDXL 및 블루레이 3D
  - 4K 블루레이 및 8K 블루레이[27]
- Wii U 광 디스크(레이어당 25GB)
- HD DVD(단종된 디스크 형식, 최대 51GB 트리플 레이어)
- CBHD(HD DVD 형식의 파생물)
- HD VMD
- 프로페셔널 디스크

발표되었으나 출시되지 않음:
- 디지털 멀티레이어 디스크
- 형광 멀티레이어 디스크
- 포워드 버사타일 디스크

#### 블루레이 및 HD-DVD
3세대 광 디스크는 2000년에서 2006년 사이에 개발되었고 블루레이 디스크로 소개되었다. 블루레이 디스크로 출시된 첫 영화는 2006년 6월에 나왔다. 블루레이는 결국 경쟁 형식인 HD DVD와의 고선명 광 디스크 포맷 전쟁에서 우위를 차지했다. 표준 블루레이 디스크는 약 25GB의 데이터를 담을 수 있으며, DVD는 약 4.7GB, CD는 약 700MB를 담을 수 있다.

다양한 광 기억 매체의 비교

### 4세대
다음 형식은 현재 3세대 디스크를 넘어서며 1 TB 이상의 데이터를 저장할 잠재력을 가지고 있으며, 적어도 일부는 데이터 센터의 콜드 데이터 스토리지용으로 고안되었다.
- 아카이벌 디스크
- 홀로그래피 디스크

발표되었으나 출시되지 않음:
- LS-R
- 단백질 코팅 디스크
- 스택형 부피 광 디스크
- 5D DVD
- 3D 광학 데이터 저장(단일 기술이 아니며, 예로는 하이퍼 CD-ROM 및 형광 멀티레이어 디스크가 있다.)

2004년, 홀로그래피 디스크(HVD)의 개발이 시작되었는데, 이는 디스크당 수 테라바이트의 데이터를 저장할 것을 약속했다. 그러나 2000년대 후반에 자금 부족으로 개발이 정체되었다.
2006년, 일본 연구자들이 210 나노미터의 파장을 가진 자외선 레이저를 개발했다고 보고되었는데, 이는 블루레이 디스크보다 더 높은 비트 밀도를 가능하게 할 것이라고 한다. 2022년 현재, 해당 프로젝트에 대한 업데이트는 보고되지 않았다.

### 광학 유형 개요
| 이름                                        | 용량                                                                             | 실험적      | 연도      |
| ------------------------------------------- | -------------------------------------------------------------------------------- | ----------- | --------- |
| 레이저디스크 (LD)                           | 해당 없음                                                                        |             | 1971–2007 |
| WORM 디스크 (WORM)                          | 0.2–6.0 GB                                                                       |             | 1979–1984 |
| 콤팩트 디스크 (CD)                          | 0.7–0.9 GB                                                                       |             | 1982–현재 |
| Electron Trapping Optical Memory (ETOM)     | 6.0–12.0 GB                                                                      |             | 1987–1996 |
| 미니디스크 (MD)                             | 0.14–1.0 GB                                                                      |             | 1989–2025 |
| 광자기 디스크 (MOD)                         | 0.1–16.7 GB                                                                      |             | 1990–현재 |
| 디지털 버사타일 디스크 (DVD)                | 4.7–17 GB                                                                        |             | 1995–현재 |
| LIMDOW (레이저 강도 변조 직접 덮어쓰기)     | 2.6 GB                                                                           | 10 GB       | 1996–현재 |
| GD-ROM                                      | 1.2 GB                                                                           |             | 1997–2006 |
| 형광 멀티레이어 디스크                      |                                                                                  | 50–140 GB   | 1998-2003 |
| 버사타일 멀티레이어 디스크 (VMD)            | 5–20 GB                                                                          | 100 GB      | 1999-2010 |
| 하이퍼 CD-ROM                               | 1 PB                                                                             | 100 EB      | 1999–현재 |
| DataPlay                                    | 500 MB                                                                           |             | 1999-2006 |
| 울트라 덴시티 옵티컬 (UDO)                  | 30–60 GB                                                                         |             | 2000–현재 |
| 포워드 버사타일 디스크 (FVD)                | 5.4–15 GB                                                                        |             | 2005–2006 |
| EVD (EVD)                                   | DVD                                                                              |             | 2002-2004 |
| HD DVD                                      | 15–51 GB                                                                         | 1 TB        | 2002-2008 |
| 블루레이 디스크 (BD)                        | 25 GB 50 GB                                                                      |             | 2002–현재 |
| BDXL                                        | 100 GB, 128 GB                                                                   | 1 TB        | 2010–현재 |
| 데이터용 프로페셔널 디스크 (PDD)            | 23 GB                                                                            |             | 2003-2006 |
| 프로페셔널 디스크                           | 23–128 GB                                                                        |             | 2003–현재 |
| 디지털 멀티레이어 디스크                    |                                                                                  | 22-32 GB    | 2004–2007 |
| 멀티플렉스 광학 데이터 스토리지 (MODS-Disc) |                                                                                  | 250 GB–1 TB | 2004–현재 |
| 유니버설 미디어 디스크 (UMD)                | 0.9–1.8 GB                                                                       |             | 2004–2014 |
| 홀로그래피 디스크 (HVD)                     |                                                                                  | 6.0 TB      | 2004–2012 |
| 단백질 코팅 디스크 (PCD)                    |                                                                                  | 50 TB       | 2005–2006 |
| M-DISC                                      | 4.7 GB (DVD 형식) 25 GB (블루레이 형식) 50 GB (블루레이 형식) 100 GB (BDXL 형식) |             | 2009–현재 |
| 아카이벌 디스크                             | 0.3-1 TB                                                                         |             | 2014–2024 |
| 울트라 HD 블루레이                          | 50 GB 66 GB 100 GB 128 GB                                                        |             | 2015–현재 |

내용주
1. ↑  시제품 및 이론적 값.
2. ↑  (알려진) 개발 시작부터 판매 또는 개발 종료까지의 연도.

## 기록 가능 및 쓰기 가능 광 디스크
시중에 나와 있는 수많은 광학 직접 디스크 레코딩 장치 형식은 모두 레이저를 사용하여 디지털 레코딩 매체의 반사율을 변경하여 상업용 광 디스크가 프레스될 때 생성되는 피트와 랜드의 효과를 복제하는 방식에 기반을 둔다. CD-R 및 DVD-R과 같은 형식은 "한 번 쓰기 여러 번 읽기" 또는 한 번 쓰기이고, CD-RW 및 DVD-RW는 자기 기록하드 디스크 드라이브 (HDD)와 같이 재기록이 가능하다.
미디어 기술은 다양하며, 예를 들어 M-DISC 미디어는 바위 같은 층을 사용하여 기존 기록 가능 미디어보다 데이터를 더 오래 보존한다. 기존 DVD 및 블루레이 드라이브와는 읽기 전용으로 호환되지만, M-DISC 미디어는 특별히 이 목적으로 제작된 더 강한 레이저를 사용하여 쓰기만 할 수 있으며, 이는 더 적은 광학 드라이브 모델에 내장되어 있다.

## 표면 오류 스캔

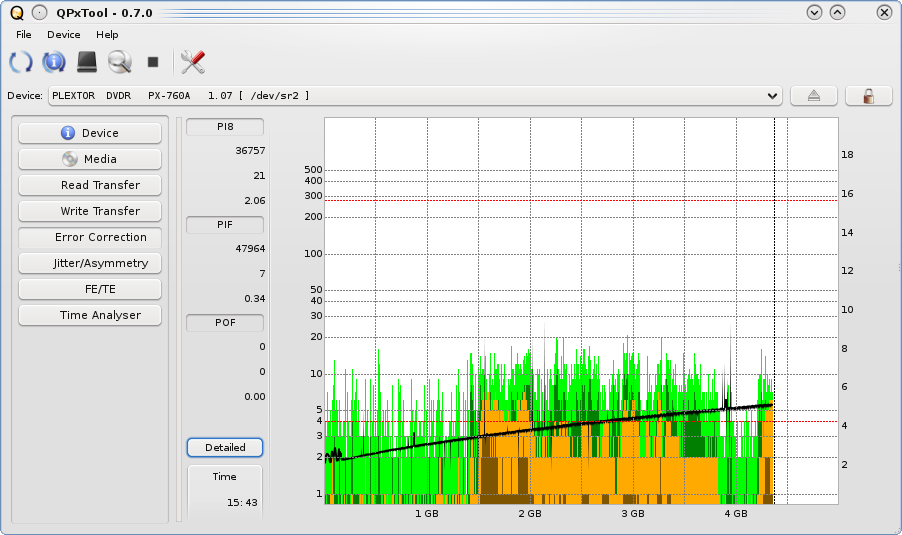
DVD+R의 오류율 측정. 오류율은 여전히 건강한 범위 내에 있다.

광학 미디어는 데이터가 읽을 수 없게 되기 훨씬 전에 예측적으로 오류 및 미디어 열화를 스캔할 수 있다. 광학 형식에는 오류 검출 정정을 위한 일부 중복성이 포함되어 있으며, 이는 오류 양이 임계값을 초과할 때까지 작동한다. 오류율이 높으면 미디어 열화 및 품질 저하, 물리적 손상, 깨끗하지 않은 표면 및 결함 있는 광학 드라이브를 사용하여 기록된 미디어를 나타낼 수 있다.
정확한 오류 스캔은 디스크의 원시적, 수정되지 않은 판독에 대한 접근을 필요로 하는데, 이는 드라이브가 항상 제공하지는 않는다. 결과적으로 이 기능의 지원은 광학 드라이브 제조업체 및 모델에 따라 다르다. 이 기능이 없는 일반 드라이브에서는 읽기 속도의 예상치 못한 감소를 간접적이고 훨씬 덜 신뢰할 수 있는 측정으로 계속 찾을 수 있다.
CD 및 DVD와 같은 광학 미디어는 데이터가 읽을 수 없게 되기 훨씬 전에 오류 및 열화 징후를 감지하도록 스캔할 수 있다. 이러한 형식에는 중복 데이터를 추가하여 작동하는 내장 오류 검출 정정 메커니즘이 포함되어 있다. 그러나 오류율이 보정 임계값을 초과하면 미디어는 실패에 취약해진다. 높은 오류율은 물리적 열화, 낮은 제조 품질, 표면 오염 또는 결함이 있는 광학 드라이브로 기록된 데이터를 나타낼 수 있다.
정확한 오류 스캔은 디스크의 원시적, 수정되지 않은 판독에 대한 접근을 필요로 한다. 그러나 모든 광학 드라이브가 이 기능을 제공하지는 않으며, 이 기능에 대한 지원은 제조업체 및 드라이브 모델에 따라 크게 다를 수 있다. 원시 데이터 접근이 불가능한 드라이브에서는 사용자가 읽기 속도의 예상치 못한 감소를 모니터링하는 덜 정확한 방법에 의존할 수 있지만, 이는 디스크 상태의 훨씬 덜 신뢰할 수 있는 지표이다.
광학 미디어에서 오류 스캔을 수행하는 데 사용할 수 있는 몇 가지 특수 도구가 있다. 널리 사용되는 프로그램으로는 Nero DiscSpeed, K-Probe, Opti Drive Control(이전에는 "CD Speed 2000"으로 알려짐) 및 마이크로소프트 윈도우용 DVD Info Pro가 있다. 크로스 플랫폼 사용자를 위해 QPxTool은 광학 미디어 무결성을 모니터링하고 유지하는 데 도움이 된다. 이러한 각 도구는 광 디스크에 영향을 미치는 오류율 및 조건을 상세하게 분석할 수 있다.

### 오류 유형
다양한 유형의 오류 측정이 있으며, CD의 "C1", "C2" 및 "CU" 오류, DVD의 "PI/PO(내부/외부 패리티) 오류" 및 더 치명적인 "PI/PO 실패"가 포함된다. 매우 적은 광학 드라이브에서 지원되는 CD의 더 미세한 오류 측정은 E11, E21, E31, E21, E22, E32라고 불린다.
"CU" 및 "POF"는 각각 데이터 CD 및 DVD의 수정 불가능한 오류를 나타내므로 데이터 손실이 발생하며, 너무 많은 연속적인 작은 오류의 결과일 수 있다.
오디오 CD(레드 북 표준) 및 비디오 CD(화이트 북 표준)에 사용되는 약한 오류 수정으로 인해 C2 오류도 이미 데이터 손실을 초래한다. 그러나 C2 오류가 있더라도 손상은 어느 정도 들리지 않는다.
블루레이 디스크는 LDC(Long Distance Codes) 및 BIS(Burst Indication Subcodes) 오류 매개변수를 사용한다. Opti Drive Control 소프트웨어 개발자에 따르면, LDC 오류율이 13 미만이고 BIS 오류율이 15 미만이면 디스크를 건강하다고 간주할 수 있다.

## 광 디스크 제조
광 디스크는 복제를 사용하여 만들어진다. 이 과정은 모든 디스크 유형에 사용할 수 있다. 기록 가능한 디스크에는 제조업체, 디스크 유형, 최대 읽기 및 쓰기 속도 등과 같은 필수 정보가 사전 기록되어 있다. 복제 시에는 감광성 포토레지스트를 보호하고 디스크의 데이터 손상을 방지하기 위해 노란색 조명이 있는 청정실이 필요하다.
복제에는 유리 마스터가 사용된다. 마스터는 회전 브러시와 탈이온수를 사용하여 최대한 깨끗하게 청소하는 기계에 놓여 다음 단계를 준비한다. 다음 단계에서는 표면 분석기가 포토레지스트가 마스터에 적용되기 전에 마스터의 청결도를 검사한다.
포토레지스트는 오븐에서 구워 고형화된다. 그런 다음 노출 과정에서 마스터는 턴테이블에 놓이고 레이저가 선택적으로 레지스트를 빛에 노출시킨다. 동시에 현상액과 탈이온수가 디스크에 적용되어 노출된 레지스트를 제거한다. 이 과정은 디스크의 데이터를 나타내는 피트와 랜드를 형성한다.
그런 다음 얇은 금속 코팅이 마스터에 적용되어 피트와 랜드가 있는 마스터의 네거티브를 만든다. 네거티브는 마스터에서 벗겨져 얇은 플라스틱 층으로 코팅된다. 플라스틱은 펀칭 프레스가 디스크의 중앙에 구멍을 뚫고 여분의 재료를 펀칭하는 동안 코팅을 보호한다.
네거티브는 이제 스탬퍼가 되는데, 이는 복제에 사용될 몰드의 일부이다. 스탬퍼는 데이터 면(피트와 랜드를 포함하는)이 바깥쪽을 향하도록 몰드의 한쪽에 놓인다. 이는 사출 성형기 내부에서 이루어진다. 그런 다음 기계는 몰드를 닫고 몰드의 벽으로 형성된 공동에 폴리카보네이트를 주입하여 데이터를 포함한 디스크를 형성하거나 성형한다.
녹은 폴리카보네이트는 네거티브의 피트 또는 랜드 사이의 공간을 채우고, 고형화될 때 그 모양을 얻는다. 이 단계는 레코드 프레스와 다소 유사하다.
폴리카보네이트 디스크는 빠르게 냉각되어 기계에서 즉시 제거된 후 다른 디스크를 형성한다. 그런 다음 디스크는 금속화되어 얇은 알루미늄 반사층으로 덮인다. 알루미늄은 한때 네거티브가 차지했던 공간을 채운다.
그런 다음 광택제 층이 적용되어 알루미늄 코팅을 보호하고 인쇄에 적합한 표면을 제공한다. 광택제는 디스크 중앙 근처에 적용되고, 디스크는 회전하여 광택제가 디스크 표면에 균일하게 분포되도록 한다. 광택제는 UV 광선으로 경화된다. 그런 다음 디스크는 스크린 인쇄되거나 라벨이 다르게 적용된다.
기록 가능한 디스크는 염료층을 추가하고, 재기록 가능한 디스크는 대신 상변화 합금층을 추가하며, 이는 상단 및 하단 유전체(전기 절연) 층으로 보호된다. 층은 스퍼터링될 수 있다. 추가 층은 디스크의 홈과 반사층 사이에 있다. 홈은 복제된 디스크에서 발견되는 전통적인 피트와 랜드 대신 기록 가능한 디스크에 만들어지며, 이 두 가지는 동일한 노출 과정에서 만들어질 수 있다. DVD에서는 CD와 동일한 과정이 수행되지만 더 얇은 디스크에서 이루어진다. 더 얇은 디스크는 UV 경화성 액체 광학 투명 접착제를 사용하여 두 번째의 똑같이 얇지만 빈 디스크에 접착되어 DVD 디스크를 형성한다. 이렇게 하면 데이터가 디스크 중앙에 남게 되는데, 이는 DVD가 저장 용량을 달성하는 데 필요하다. 다층 디스크에서는 마지막 층을 제외한 모든 층에 반사 코팅 대신 반투명 코팅이 사용되며, 마지막 층은 가장 깊은 층으로 전통적인 반사 코팅을 사용한다.
듀얼 레이어 DVD는 약간 다르게 만들어진다. 금속화(일부 빛이 통과하도록 더 얇은 금속층 사용) 후, 베이스 및 피트 전사 수지가 도포되고 디스크 중앙에서 사전 경화된다. 그런 다음 다른 스탬퍼를 사용하여 디스크를 다시 프레스하고, 스탬퍼에서 분리되기 전에 수지가 UV 광선으로 완전히 경화된다. 그런 다음 디스크는 더 두꺼운 금속화 층을 받고, LOCA 접착제를 사용하여 빈 디스크에 접착된다. DVD-R DL 및 DVD+R DL 디스크는 경화 후, 그러나 금속화 전에 염료층을 받는다. CD-R, DVD-R 및 DVD+R 디스크는 프레스 후, 그러나 금속화 전에 염료층을 받는다. CD-RW, DVD-RW 및 DVD+RW는 두 개의 유전체층 사이에 끼워진 금속 합금층을 받는다. HD-DVD는 DVD와 동일한 방식으로 만들어진다. 기록 가능 및 재기록 가능 미디어에서는 스탬퍼의 대부분이 피트와 랜드가 아닌 홈으로 구성된다. 홈에는 디스크에서 읽기 또는 쓰기 레이저의 위치를 찾는 데 사용되는 흔들림 주파수가 포함되어 있다. DVD는 대신 일정한 주파수 흔들림이 있는 사전 피트를 사용한다.

### 블루레이
HTL(고-저 유형) 블루레이 디스크는 다르게 만들어진다. 먼저 유리 마스터 대신 실리콘 웨이퍼가 사용된다. 웨이퍼는 유리 마스터와 동일한 방식으로 처리된다.
웨이퍼는 전기도금되어 300 마이크론 두께의 니켈 스탬퍼를 형성하고, 이는 웨이퍼에서 벗겨진다. 스탬퍼는 프레스 또는 엠보싱 기계 내부의 몰드에 장착된다.
폴리카보네이트 디스크는 DVD 및 CD 디스크와 유사한 방식으로 성형된다. 생산되는 디스크가 BD-R 또는 BD-RE인 경우, 몰드는 BD-ROM 디스크에서 발견되는 피트 및 랜드 대신 디스크에 홈 패턴을 스탬프하는 스탬퍼가 장착된다.
냉각 후, 스퍼터링을 사용하여 35 나노미터 두께의 은 합금 층이 디스크에 도포된다. 그런 다음 기본 및 피트 전사 수지를 디스크에 도포하고 중앙에서 사전 경화하여 두 번째 층을 만든다.
도포 및 사전 경화 후, 스탬퍼를 사용하여 디스크를 압착 또는 엠보싱하고, 디스크가 스탬퍼에서 분리되기 전에 강렬한 UV 광선으로 수지를 즉시 경화시킨다. 스탬퍼는 디스크로 전송될 데이터를 포함한다. 이 과정은 엠보싱으로 알려져 있으며, 데이터를 디스크에 새기는 단계로, 첫 번째 층에 사용된 압착 과정을 대체하며, 다층 DVD 디스크에도 사용된다.
그런 다음 30나노미터 두께의 은 합금 층이 디스크에 스퍼터링되고, 필요한 만큼 이 과정이 반복된다. 각 반복은 새로운 데이터 층을 생성한다. (수지가 다시 도포되고, 사전 경화되고, 스탬프(데이터 또는 홈이 있는)되고 경화되며, 은 합금이 스퍼터링되는 식이다.)
BD-R 및 BD-RE 디스크는 30나노미터 금속화(은 합금, 알루미늄 또는 금) 층을 받기 전에 금속(기록층) 합금(BD-RE에서는 두 개의 유전체 층 사이에 끼워져 있으며, 이 또한 스퍼터링된다)을 받는다. 또는 은 합금은 기록층이 도포되기 전에 도포될 수도 있다. 은 합금은 일반적으로 블루레이에 사용되며, 알루미늄은 일반적으로 CD 및 DVD에 사용된다. 금은 일부 "아카이벌" CD 및 DVD에 사용되는데, 이는 알루미늄보다 화학적으로 더 비활성이고 부식에 더 강하기 때문이다. 알루미늄은 알루미늄 산화물로 부식될 수 있으며, 이는 디스크 부식에서 디스크의 투명한 패치 또는 점으로 나타날 수 있어 레이저 빛이 디스크를 통과하여 레이저 픽업 어셈블리로 반사되지 않으므로 디스크를 읽을 수 없게 된다. 일반적으로 알루미늄은 산소와 접촉할 때 형성되는 얇은 산화물 층으로 인해 부식되지 않는다. 이 경우, 얇기 때문에 부식될 수 있다.
그런 다음 98 마이크로미터 두께의 커버층이 UV 경화성 액체 광학 투명 접착제를 사용하여 도포되고, 2 마이크로미터 두께의 하드 코트(예: 듀라비스)도 도포되어 UV 광선으로 경화된다. 마지막 단계에서는 10 나노미터 두께의 질화 규소 배리어층이 디스크의 라벨 면에 도포되어 습기로부터 보호한다. 블루레이는 데이터가 디스크의 읽기 표면에 매우 가깝게 위치하는데, 이는 블루레이가 용량을 달성하는 데 필요하다.
디스크는 대량으로 복제 또는 복사될 수 있다. 복제에서는 위에서 설명한 프로세스가 디스크를 만드는 데 사용되는 반면, 복사에서는 CD-R, DVD-R 또는 BD-R 디스크가 기록되고 추가 기록을 방지하고 더 넓은 호환성을 허용하기 위해 최종화된다. (광학 디스크 저작 참조). 장비도 다르다. 복제는 중고 시장에서 수십만 달러에 달하는 완전 자동화된 특수 제작 기계로 수행되는 반면, 복사는 자동화(자동 로더 사용) 또는 수동으로 수행될 수 있으며, 작은 탁상형 복사기만 있으면 된다.

## 사양
| 세대        | 기본     | 최대     | 최대 |
| 세대        | (Mbit/s) | (Mbit/s) | ×    |
| ----------- | -------- | -------- | ---- |
| 1세대 (CD)  | 1.17     | 65.6     | 56×  |
| 2세대 (DVD) | 10.57    | 253.6    | 24×  |
| 3세대 (BD)  | 36       | 504      | 14×  |
| 4세대 (AD)  | ?        | ?        | 14×  |

| 명칭                      | 명칭     | 면수 | 레이어 (총) | 직경 | 용량  | 용량 |
| 명칭                      | 명칭     | 면수 | 레이어 (총) | (cm) | (GB)  |      |
| ------------------------- | -------- | ---- | ----------- | ---- | ----- | ---- |
| BD                        | SS SL    | 1    | 1           | 8    | 7.8   |      |
| BD                        | SS DL    | 1    | 2           | 8    | 15.6  |      |
| BD                        | SS SL    | 1    | 1           | 12   | 25    |      |
| BD                        | SS DL    | 1    | 2           | 12   | 50    |      |
| BD                        | SS TL    | 1    | 3           | 12   | 100   |      |
| BD                        | SS QL    | 1    | 4           | 12   | 128   |      |
| CD–ROM 74분               | SS SL    | 1    | 1           | 12   | 0.682 |      |
| CD–ROM 80분               | SS SL    | 1    | 1           | 12   | 0.737 |      |
| CD–ROM                    | SS SL    | 1    | 1           | 8    | 0.194 |      |
| DDCD–ROM                  | SS SL    | 1    | 1           | 12   | 1.364 |      |
| DDCD–ROM                  | SS SL    | 1    | 1           | 8    | 0.387 |      |
| DVD–1                     | SS SL    | 1    | 1           | 8    | 1.46  |      |
| DVD–2                     | SS DL    | 1    | 2           | 8    | 2.66  |      |
| DVD–3                     | DS SL    | 2    | 2           | 8    | 2.92  |      |
| DVD–4                     | DS DL    | 2    | 4           | 8    | 5.32  |      |
| DVD–5                     | SS SL    | 1    | 1           | 12   | 4.70  |      |
| DVD–9                     | SS DL    | 1    | 2           | 12   | 8.54  |      |
| DVD–10                    | DS SL    | 2    | 2           | 12   | 9.40  |      |
| DVD–14                    | DS DL/SL | 2    | 3           | 12   | 13.24 |      |
| DVD–18                    | DS DL    | 2    | 4           | 12   | 17.08 |      |
| DVD–R 1.0                 | SS SL    | 1    | 1           | 12   | 3.95  |      |
| DVD–R (2.0), +R, –RW, +RW | SS SL    | 1    | 1           | 12   | 4.7   |      |
| DVD-R, +R, –RW, +RW       | DS SL    | 2    | 2           | 12   | 9.40  |      |
| DVD–RAM                   | SS SL    | 1    | 1           | 8    | 1.46  |      |
| DVD–RAM                   | DS SL    | 2    | 2           | 8    | 2.65  |      |
| DVD–RAM 1.0               | SS SL    | 1    | 1           | 12   | 2.58  |      |
| DVD–RAM 2.0               | SS SL    | 1    | 1           | 12   | 4.70  |      |
| DVD–RAM 1.0               | DS SL    | 2    | 2           | 12   | 5.16  |      |
| DVD–RAM 2.0               | DS SL    | 2    | 2           | 12   | 9.40  |      |

## 같이 보기
- 디스크 기술 프로토콜
- 광 디스크 제조업체 목록
- 유니버설 디스크 포맷(UDF)